# 小行星10504
小行星10504（10504 Doga）是一颗绕太阳运转的小行星，为主小行星带小行星。该小行星于1987年10月22日发现。

## 轨道参数
小行星10504的轨道半长轴为2.7610893 UA，离心率为0.166。